# Service européen pour l'action extérieure
Pour les articles homonymes, voir Ministère des Affaires étrangères.
Le Service européen pour l'action extérieure, aussi appelé simplement Service extérieur ou SEAE (en anglais : European External Action Service, EEAS), est un organe institutionnel de l'Union européenne placé sous l'autorité du Haut représentant de l'Union pour les affaires étrangères et la politique de sécurité. Il en constitue le service diplomatique, à la fois à Bruxelles et à l'étranger.
Son siège est à Bruxelles, au rond-point Robert Schuman, face à la Commission européenne et à proximité du Conseil européen.

## Historique

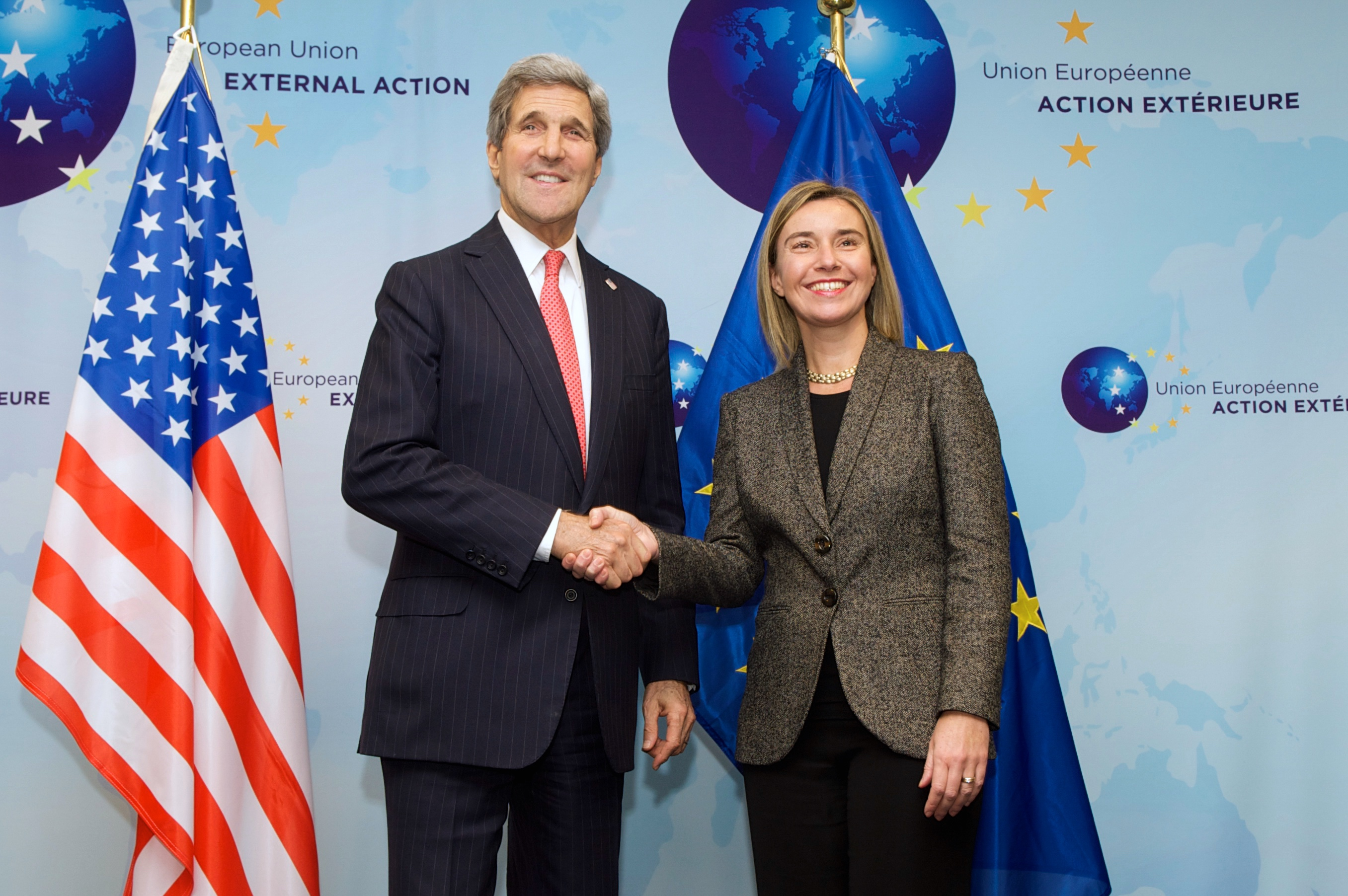
Federica Mogherini avec le secrétaire d'État des États-Unis, John Kerry en 2014 au siège du SEAE.

Sa création découle du traité de Lisbonne entré en vigueur le 1er décembre 2009. L'article 27, paragraphe 3 du traité sur l'Union européenne, introduit par le traité de Lisbonne prévoit en effet : « Dans l’accomplissement de son mandat, le haut représentant s’appuie sur un service européen pour l’action extérieure. Ce service travaille en collaboration avec les services diplomatiques des États membres et est composé de fonctionnaires des services compétents du secrétariat général du Conseil et de la Commission ainsi que de personnel détaché des services diplomatiques nationaux. L’organisation et le fonctionnement du service européen pour l’action extérieure sont fixés par une décision du Conseil. Le Conseil statue sur proposition du haut représentant, après consultation du Parlement européen et approbation de la Commission. »
Après sa confirmation dans ses fonctions fin 2009, la haute représentante, Catherine Ashton, a entrepris la préfiguration du SEAE.
Le SEAE (ou EEAS) a intégré en 2011 :
- À Bruxelles, certains des services du secrétariat du Conseil de l'UE (notamment les relations économiques extérieures, la PSDC et le Centre de situation et du renseignement de l’Union européenne (IntCen) et de la Commission européenne (coopération internationale et développement international[2]).
- À l'étranger, les délégations de la Commission ainsi que les Représentants spéciaux de l'UE, assurant des missions diplomatiques et politiques spécifiques.

Le service devient pleinement opérationnel fin 2010, à la suite d'un accord avec le Parlement européen et le 25 octobre 2010, Catherine Ashton annonce la nomination de Pierre Vimont comme secrétaire général exécutif ainsi que de David O'Sullivan en tant que directeur général administratif.
À la suite des élections européennes de 2014, la nouvelle commission est formée par Jean-Claude Juncker et c'est par un consensus des dirigeants des États membres que Federica Mogherini est nommée le 1er novembre 2014 en tant que haute représentante. Le 1er mars 2015, Pierre Vimont est remplacé par Alain Le Roy.

## Organisation
Le siège du SEAE est à Bruxelles dans le Triangle Building et divers bâtiments administratifs. Le SEAE compte un vaste réseau de représentants de l'UE avec un statut d'ambassadeur ; sous leurs ordres sont placés des fonctionnaires européens, des diplomates des services étrangers des États membres de l'UE et du personnel local.
Le SEAE est dirigé par le Haut représentant qui est également vice-président de la Commission européenne, il est chargé de coordonner l'action extérieure de l'UE et l'élaboration et l'exécution de la politique de sécurité et de défense commune (PSDC).
Il travaille en collaboration avec les ministères des Affaires étrangères et de la défense des États membres de l'UE et les autres institutions européennes telles que la Commission européenne, le Conseil et le Parlement. Il dispose également d'une solide relation de travail avec les différents organe des Nations unies et d'autres organisations internationales.
| Poste                                                                               | Titulaire                                   | État                                        | Nomination                                  |
| Membres du conseil d'administration du SEAE                                         | Membres du conseil d'administration du SEAE | Membres du conseil d'administration du SEAE | Membres du conseil d'administration du SEAE |
| ----------------------------------------------------------------------------------- | ------------------------------------------- | ------------------------------------------- | ------------------------------------------- |
| Haut représentant                                                                   | Kaja Kallas                                 | Estonie                                     | 1er décembre 2024                           |
| Secrétaire général                                                                  | Stefano Sannino                             | Italie                                      | 1er janvier 2021                            |
| Secrétaire général adjoint aux questions économiques et mondiales                   | Lotte Knudsen                               | Danemark                                    | 1er janvier 2021                            |
| Secrétaire général adjoint aux affaires politiques                                  | Enrique Mora Benavente                      | Espagne                                     | 17 février 2020                             |
| Secrétaire général adjoint à la PSDC et à la réponse aux crises                     | Charles Fries                               | France                                      | 17 février 2020                             |
| Administrateurs                                                                     |                                             |                                             |                                             |
| Directeur général pour l'Asie et le Pacifique                                       | Gunnar Wiegand                              | Allemagne                                   |                                             |
| Directeur général pour l'Afrique                                                    | Rita Laranjinha                             | Portugal                                    |                                             |
| Directrice générale pour l'Europe et l'Asie centrale                                | Angelina Eichhorst                          | Pays-Bas                                    |                                             |
| Directeur général pour le Moyen-Orient et l'Afrique du Nord                         | Hélène Le Gal                               | France                                      |                                             |
| Directeur général pour les Amériques                                                | Brian Glynn                                 | Irlande                                     |                                             |
| Directeur général pour les affaires mondiales et multilatérales                     | Lotte Knudsen                               | Danemark                                    |                                             |
| Autres cadres supérieurs (Agences)                                                  |                                             |                                             |                                             |
| Directrice de la politique de sécurité et de défense (ex-CMPD)                      | Joanneke Balfoort                           | Pays-Bas                                    | 16 juin 2020                                |
| Directeur général de l'État-major de l'Union européenne (EUMS)                      | Vice-amiral Hervé Bléjean                   | France                                      | 30 juin 2020                                |
| Directeur du Centre de situation et du renseignement de l’Union européenne (IntCen) | José Casimiro Morgado                       | Portugal                                    | 18 septembre 2019                           |
| Président du Comité politique et de sécurité (CoPS)                                 | Sofie From-Emmesberger                      | Finlande                                    | 25 septembre 2018                           |

## Missions

Union européenne
États accueillant une délégation de l'Union

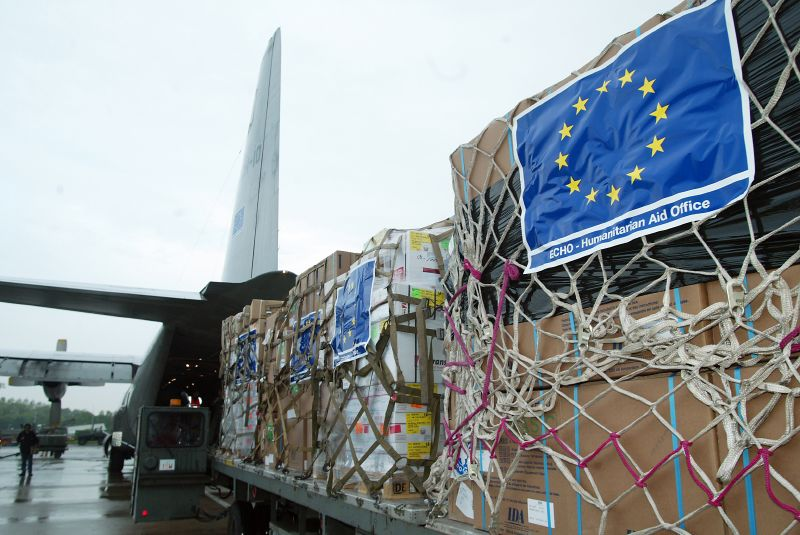
Chargement d'aide humanitaire de l'ECHO.

L'Union européenne joue un rôle important dans la diplomatie, la promotion des droits de l'homme, le commerce international, le développement et l'aide humanitaire. Le rôle du SEAE est d'essayer d'apporter de la cohérence et de la coordination au rôle international de l'UE.
Le traité de Lisbonne établit clairement ce qui devrait guider l'Union européenne à l'échelle internationale : « L'action de l'Union sur la scène internationale doit être guidée par les principes qui ont présidé à sa création, au développement et à son élargissement, et qu'elle vise à promouvoir dans le monde : la démocratie, la primauté du droit, l'universalité et l'indivisibilité des droits de l'homme et des libertés fondamentales, le respect de la dignité humaine, les principes d'égalité et de solidarité, et le respect des principes de la Charte des Nations unies et du droit international. »
Voici quelques exemples des rôles de l'UE joue au-delà de ses frontières :
- Politique de voisinage (sécurité, stabilité et économie)
- Partenariats de développement (aides humanitaires et au développement)
- Partenariats avec l'Organisation des Nations unies
- Réaction aux crises et l'aide humanitaire (ECHO)
- Promotion des droits de l'homme
- Action sur le changement climatique
- Politique commerciale (accords commerciaux et libre-échange)

## Contrôle politique et financier
L'action du SEAE est menée dans le cadre financier de l'UE et conformément aux traités régissant son existence et ses missions ; quatre institutions sont chargées du contrôle de son action et du respect du budget alloué :
- Le contrôle politique est réalisé par le Parlement européen et le Conseil.
- Les audits et le contrôle budgétaire sont réalisés par la Cour des comptes européenne.
- Le contrôle juridictionnel est attribué à la Cour de justice de l'Union européenne.

## Sources

## Compléments